# Scrobipalpa eremica
Scrobipalpa eremica is een vlinder uit de familie tastermotten (Gelechiidae). De wetenschappelijke naam is voor het eerst geldig gepubliceerd in 1967 door Povolny.
De soort komt voor in Europa.